# Nikolaï Roslavets
 (Novembre 2017).
Nikolaï Andreïevitch Roslavets (en russe : Никола́й Андре́евич Ро́славец), né le 4 janvier 1881 à Souraj (dans l'actuelle oblast de Briansk) et mort le 23 août 1944 à Moscou, est un compositeur moderniste ukrainien et soviétique. 
Dans les années 1910, ses compositions sont publiées dans des journaux futuristes russes. Après la Révolution de 1917, il est considéré comme un des artistes les plus influents. Il devient professeur de violon et de composition à Kharkov et à Moscou. Il crée un nouveau système d'organisation tonale, et s'intéresse particulièrement aux travaux d'Arnold Schönberg.
Son opposition aux « Musiciens prolétariens » soviétiques lui vaut d'être accusé d'être contre-révolutionnaire et trotskyste. Sa musique fut officiellement supprimée[pas clair] en 1930. 
On peut compter parmi ses œuvres cinq poèmes symphoniques (dont trois sont perdus), deux concertos pour violon, cinq quatuors à cordes, deux sonates pour alto, deux sonates pour violoncelle, six sonates pour violon et cinq trios avec piano.

## Biographie
Roslavets entre au conservatoire de Moscou en 1902 à l’âge de vingt et un ans pour en ressortir dix ans plus tard. Entre-temps, on lui décerne une médaille d’argent pour sa cantate « Ciel et Terre », une œuvre composée sur un texte de Lord Byron. Les pièces datées de cette époque présentent - tant dans leur orchestration que dans leur structure monothématique - des résonances scriabiniennes. À sa sortie du conservatoire, il déclarera que l’enseignement qui y est prodigué lui paraît inapte à exprimer « un Moi intérieur rêvant d’univers sonores nouveaux, non encore entendus ». 
En vérité, Roslavets pense avoir trouvé une succession au système tonal. Il souhaite mettre au point un procédé,  proche des théories que Schönberg formulera ultérieurement, qui serait « appelé à remplacer le système classique » ainsi que destiné à « poser un fondement solide pour les procédés ‘intuitifs’ de composition ».  Il poursuit alors plusieurs années durant des efforts visant à élaborer un système à la fois suffisamment cohérent et praticable. L’influence des accords synthétiques de  Scriabine  y est alors encore notable, comme en témoigne son troisième quatuor à cordes.  C’est également l’époque ou lors d’une visite de Schönberg, Roslavets entendra son second quatuor à cordes ; cette œuvre ne lui laissera qu’une « impression abracadabrante » confie-t-il. C’est donc de manière parfaitement autonome qu’il élabore son propre système, ce qui ne l’empêchera pas d’être souvent, à tort, qualifié de « Schoenberg russe ». 
À la fin des années vingt, Roslavets, est dénoncé comme saboteur et ennemi du peuple et doit s’exiler à Tachkent, où les autorités locales l’obligent à écrire un ballet vantant la culture du coton. En 1939, il souffre d’une première paralysie, due à un accident cardiaque. À sa mort en 1944, toutes les archives le concernant sont saisies par les autorités. Elles resteront inaccessibles jusqu’en 1988. De nombreuses œuvres musicales sont ainsi définitivement perdues, dont plusieurs œuvres majeures, dont en particulier : un poème symphonique composé sur un texte de Baudelaire, La Fin du monde (1919), une Symphonie de chambre (1934) et plusieurs partitions de musique de chambre. La plupart des œuvres qui nous sont parvenues furent éditées par les éditions Schott avec l’aide de la musicologue Marina Lobanova. Le violoncelliste russe Alexander Ivachkine enregistrera l’intégrale des sonates pour violoncelle et piano.

## Œuvres
Pour orchestre
- Symphonie en do mineur (1910) — édité par Marina Lobanova; Kompositor International 51585
- Dans les heures de la nouvelle lune, poème symphonique sans doute d'après Jules Laforgue (approx. 1912-1913) — reconstruit et édité par Marina Lobanova; Schott ED 8107
- L'Homme et la mer — poème symphonique d'après Baudelaire (1921) (perdu)
- Concerto pour violon No. 1 (1925) — Schott ED 7823 (score); Schott ED 7824 (violon et piano)
- Concerto pour violon No. 2 (1936) — édité par Marina Lobanova; Kompositor International 52700

Musique de chambre
- 5 Quatuors à cordes
  - No. 1 (1913) — Schott ED 8126
  - No. 2 (perdu)
  - No. 3 (1920) — Schott ED 8027
  - No. 4 (1939) (incomplet)
  - No. 5 (1941) — Schott ED 8128
- 5 Trios pour piano
  - No. 1 (perdu)
  - No. 2 (1920) — reconstruit et édité par M. Lobanova; Schott ED 8059
  - No. 3 (1921) — Schott ED 8035
  - No. 4 (1927) — identifié et édité par M. Lobanova; Schott ED 8036
  - No. 5 (perdu)
- 6 Sonates pour violon et piano
  - No. 1 (1913)
  - No. 2 (1917) — reconstruit et édité par M. Lobanova; Schott ED 8043
  - No. 3 (perdu)
  - No. 4 (1920) — Schott ED 8044
  - No. 5 (1922-23) (perdu)
  - No. 6 (1930s) — identifié et édité par M. Lobanova; Schott ED 8431
- 2 Sonates pour alto et piano
  - Sonata No. 1 (1926) — reconstruit et édité par M. Lobanova; Schott ED 8177
  - Sonata No. 2 (1930s) — édité par M. Lobanova; Schott ED 8178
- 2 Sonates pour piano et violoncelle
- Sonata No. 1 (1921) — Schott ED 8038
- Sonata No. 2 (1921–1922) — édité par M. Lobanova; Schott ED 8039
- Trois poèmes : Poème douloureux, Poème lyrique, Poème (1909–10), violon et piano — Schott
- Poème lyrique (1910s), violon et piano — Schott
- Poème (1915), violon et piano — Schott ED 8261
- Trois danses (1923), violon et piano — Schott ED 8261
- Sept morceaux en première position (1930s), violon et piano — Schott VLB 131
- Invention et Nocturne (1935), violon et piano — Schott
- 24 Préludes pour violon et piano (1941–42) — Schott ED 7940
- Danse des filles blanches (1912), violoncelle et piano — édité par M. Lobanova ; Schott ED 8045
- Méditation pour violoncelle et piano (1921)

Musique soliste pour piano
- Trois études (1914) — Schott ED 7907
- Trois compositions (1914) — Schott ED 7907
- Deux compositions (1915) — Schott ED 7907
- Prélude (1915) — Schott ED 7907
- 6 Sonates pour piano :
  - No. 1 (1914) — Schott ED 7941
  - No. 2 (1916) — reconstruit par Edouard Babassian; Schott 8391
  - No. 3 (perdu)
  - No. 4 (1923) (perdu)
  - No. 5 (1923) — Schott ED 8392
  - No. 6 (1928) (incomplet)
- Berceuse (1919) — Schott
- Danse (1919) — Schott
- Valse (1919) — reconstruit par M. Lobanova; Schott
- Prélude (1919 or 1921) — reconstruit par M. Lobanova; Schott
- Quatre compositions (1919–1921) : Prélude (perdu); Poème; Prélude (perdu); Prélude — Schott
- Cinq préludes (1919–22) — Schott ED 7907
- Deux poèmes (1920) — Schott ED 7907